# 須嵜成幸
須嵜 成幸（すさき しげゆき、1月21日 - ）は、日本の男性声優。BloomZ所属。鳥取県出身。

## 人物
2018年3月末まで賢プロダクションに所属。同年5月15日にBloomZ所属となる。
趣味・特技としてサッカー、水泳のほか、鳥取弁を挙げている

## 出演
太字はメインキャラクター。

### テレビアニメ
2009年
- WHITE ALBUM（記者）
- よくわかる現代魔法

2012年
- 宇宙兄弟（富井竜之介）
- ブラック★ロックシューター（男子生徒）

2013年
- 革命機ヴァルヴレイヴ（上杉セイヤ、男子生徒、兵士、オタクＡ、衛士、マギウス、少年のマギウス、青年のマギウス1）
- ガンダムビルドファイターズ（ガウェイン・オークリー、男、バルトの部下、選手、研究者）
- 黒子のバスケ（劉偉、記者B、石田、佐久間洋、生徒 ほか）
- 進撃の巨人（2013年 - 2020年、トーマス・ワグナー、トム、駐屯兵、船員、兵士 他） - 3シリーズ
- ちはやふる2（市村充輝、ギャラリー、男子学生、生徒）
- デート・ア・ライブ（男）
- はじめの一歩 Rising（リングアナ、漁師仲間、観客、イーグルのトレーナー、ジム生、記者、通行人、人々）
- ポケットモンスター THE ORIGIN（ヒトカゲ、トレーナー、ロケット団員）

2014年
- ガンダムビルドファイターズトライ（タニオカ・コウジ、男子生徒、カメラマン、スズキ、不良）
- ダンボール戦機WARS（係員）
- となりの関くん（前田高広）
- 妖怪ウォッチ（2014年 - 2021年、ギョッピアーラ、フミちゃんの父、商店街の妖怪） - 3シリーズ

2015年
- うしおととら（警官、法力僧C、妖怪A、医者）
- ガンスリンガー ストラトス（タイムキーパー、大人、兵士）
- コンクリート・レボルティオ〜超人幻想〜（同僚、強盗団）
- 進撃!巨人中学校（トーマス・ワグナー）

2016年
- 甲鉄城のカバネリ（通信士）

2021年
- 蜘蛛ですが、なにか?　
- 恋と呼ぶには気持ち悪い（山岸）
- 真の仲間じゃないと勇者のパーティーを追い出されたので、辺境でスローライフすることにしました（衛兵1）

### 劇場アニメ
2010年
- 宇宙ショーへようこそ（宇宙人）

2013年
- 映画かいけつゾロリ まもるぜ!きょうりゅうのたまご（シロクマ）

2014年
- 劇場版 進撃の巨人 前編〜紅蓮の弓矢〜（トーマス・ワグナー）
- 映画 妖怪ウォッチ 誕生の秘密だニャン!（男性）

2015年
- 劇場版 進撃の巨人 後編〜自由の翼〜（調査兵団）
- 映画 妖怪ウォッチ エンマ大王と5つの物語だニャン!（カメラ妖怪）

2016年
- 黒子のバスケ ウインターカップ総集編（劉偉）

2017年
- 劇場版 黒子のバスケ LAST GAME（劉偉）
- GODZILLA 怪獣惑星（2017年 - 2018年、ベンジャミン・スミス、兵士）- 2シリーズ

### OVA
- ひぐらしのなく頃に煌（2011年、オタクC）
- 進撃の巨人 突然の来訪者〜苛まれる青春の呪い〜（2014年、駐屯兵）※原作第13巻限定版
- 進撃の巨人 困難（2014年、トーマス・ワグナー）※原作第14巻限定版
- 進撃の巨人 悔いなき選択 後編（2015年、調査兵団）※原作第16巻限定版

### Webアニメ
- スシニンジャ（2014年、ナレーション[5]）
- ガンダムビルドファイターズ GMの逆襲（2017年、ガウェイン）

### ゲーム
2009年
- コール オブ デューティ モダン・ウォーフェア2
- ラストランカー

2011年
- イナズマイレブンGO シャイン/ダーク
- ファイナルファンタジー零式

2013年
- ガンダムブレイカー（観客）
- 進撃の巨人 人類最後の翼（カスタム主人公）
- マクロス30 銀河を繋ぐ歌声（バンデッド）
- 妖怪ウォッチ（フミの父）

2014年
- 海賊ファンタジア（求道者ウェイン）
- 黒子のバスケ 勝利へのキセキ（劉偉）
- 進撃の巨人〜人類最後の翼〜CHAIN（トーマス・ワグナー）
- 戦場のウエディング（責め殺しのエミリオ）
- 妖怪ウォッチ2 真打（フミの父）

2015年
- 黒子のバスケ 未来へのキズナ（劉偉）

2016年
- 薔薇に隠されしヴェリテ（ロベスピエール）
- 妖怪ウォッチ3 スシ/テンプラ/スキヤキ（フミの父）

2018年
- 進撃の巨人2（トーマス・ワグナー、主人公・男・タイプ5）

2019年
- イースIX -Monstrum NOX-（ロイ）
- Q＆Qアンサーズ（旅人）
- 三国志を抱く2（献帝劉協）
- 獅子の如く〜戦国覇王戦記〜（竹中半兵衛）
- 進撃の巨人TACTICS（トーマス・ワグナー）
- 進撃の巨人2 -Final Battle-（トーマス・ワグナー）
- 天地の如く 〜激乱の三国志〜（劉備）
- 成り上がり〜華と武の戦国（柳生宗厳、加藤清正、大谷吉継）
- 妖怪ウォッチ4++（フミの父）
- 妖怪ウォッチ1 for Nintendo Switch（フミの父）
- 妖怪正伝〜もののけ山海経〜（日主 成羽、地主 梁父）

2020年
- 英雄伝説 創の軌跡（フェイ）
- ステラアルカナ
- TRAHA
- ルミアサガ -ちび萌え自由大冒険-

2021年
- 英雄伝説 黎の軌跡（セイ）
- 三国志グローバル
- 妖怪ウォッチ1 スマホ（フミの父）

2022年
- 英雄伝説 黎の軌跡 II -CRIMSON SiN- （アスラン、白き魔王、ジャヴィド隊長、ライ家構成員）

2023年
- Among God:英雄アリーナ（ラ・イル、アショーカ王、シャルルマーニュ）
- イースX -NORDICS-（ガリバー）
- スカイフォートレス-オデッセイ（ハッサン）

2024年
- 英雄伝説 界の軌跡 -Farewell, O Zemuria-（アスラン、男性ホロウ音声、マフィア、青年男性）

### ドラマCD
- マスケティア・ルージュ（2006年、騎士、貴族）

### BLCD
- ヴァージンラブ。（2005年、男性社員）

### 吹き替え

#### 映画
- バトル・オブ・ザ・イヤー ダンス世界決戦（2014年、キッド）
- 36リミット（2019年、刑事 他）
- ウォーキング・アウト（2020年、クライド〈ビル・プルマン〉）
- エンド・オブ・ナイトメア（2020年、キリル）
- ファインディング・メリー（2020年、オーレ 他）
- マジック・ワールド ビーストと闇の支配者（2020年、バーナバス〈リック・カヴァニアン〉）
- モンスター・パーティー（2020年、オリバー 他）
- アンコントロール（2021年、イェンス）
- 奪還 －ホステージー(2021年、ビリー)
- ウェイティング・バーバリアンズ 帝国の黄昏（2021年、マンデル准尉〈ロバート・パティンソン〉[10]）
- 孫悟空伝‐MONKY KING‐(2022年、楊戩)
- 神・孫悟空 シン・ソンゴクウ(2022年、三眼戦神)
- バニシング：未解決事件(2022年、執行人)
- Uボート　オペレーション・シーウルフ(2023年、ヴァレンティン)

#### ドラマ
- iCarly（2009年）
- 上陽賦〜運命の王妃〜(2022年、王夙〈ジア・イーピン〉)
- 智異山〜君へのシグナル〜(2022年、カン・ヒョンジョ〈チュ・ジフン〉)
- SKYキャッスル〜上流階級の妻たち〜(2023年、イ・チュンソン)
- 本物(チンチャ)が現れた！〜まさか結婚するなんて〜(2024年、コン・テギョン〈アン・ジェヒョン〉)

#### アニメ
- カーズ2（2011年）[11]
- スノーホワイト -白雪姫とハナの大冒険-（2019年、ブレイニー）
- マーメイド（2019年、トム 他）
- リトル・パイレーツ（2020年、マガ・カーン）
- ウルフウォーカー（2020年）
- ドリーミング・デルフィ（2021年、ゼイブ）
- 古の王子と３つの花（2023年）

### ボイスオーバー
- 英国の華麗なる芸術の旅
- 特異な体と戦う人々
- ドクター・オズ・ショー
- ピットオブレスキュー（ジョー）
- ヒューマンプラネット
- 米軍エリートへの道

### 特撮
- 仮面ライダーゴースト（2016年、幹部眼魔の声）

## ディスコグラフィ

### キャラクターソング
| 発売日  | 商品名                       | 歌                                                                                   | 楽曲               | 備考                               |
| 2015年  | 2015年                       | 2015年                                                                               | 2015年             | 2015年                             |
| ------- | ---------------------------- | ------------------------------------------------------------------------------------ | ------------------ | ---------------------------------- |
| 10月9日 | SOLO MINI ALBUM Vol.6 紫原敦 | 紫原敦（鈴村健一）feat. 岡村建一（武田幸史）、福井健介（石川界人）、劉偉（須嵜成幸） | 「イージスの誇り」 | テレビアニメ『黒子のバスケ』関連曲 |

### シリーズ一覧
1. ↑  （無印）（2013年）、Season 2（2017年）、The Final Season Part 1（2020年）
2. ↑  『妖怪ウォッチ』（2014年 - 2018年）、『妖怪ウォッチ!』（2019年）、『妖怪ウォッチ♪』（2021年 - 2023年）